# Bertha-von-Suttner-Gymnasium (Andernach)
Das Bertha-von-Suttner-Gymnasium (kurz auch BvSG oder BvS genannt) ist ein Neusprachliches Gymnasium mit AbiBac-Zweig für Mädchen und Jungen im Schulzentrum von Andernach in Rheinland-Pfalz. Schulträger ist der Landkreis Mayen-Koblenz. Am 23. Februar 2016 wurde das BvS „Europaschule des Landes Rheinland-Pfalz“.

## Beschreibung
Das Bertha-von-Suttner-Gymnasium liegt im Schulzentrum der Stadt Andernach und ist eines der zwei Gymnasien in Andernach und eines der sieben Gymnasien im Landkreis Mayen-Koblenz. Das Haupteinzugsgebiet teilt sich das Bertha-von-Suttner-Gymnasium mit dem Kurfürst-Salentin-Gymnasium und erstreckt sich auf den gesamten Landkreis Mayen-Koblenz.
Das Gymnasium hat eine neusprachliche Ausrichtung mit einem Schwerpunkt im Französisch-Unterricht und ist deshalb eine der wenigen Schulen in Deutschland, an denen man den deutsch-französischen Doppelabschluss Abitur-Baccalauréat erwerben kann.

## Namensgeberin
Die Schule ist nach der österreichischen Pazifistin, Friedensforscherin, Schriftstellerin und Friedensnobelpreisträgerin Bertha von Suttner benannt, die sich insbesondere für den Frieden in Europa einsetzte. Vor diesem Hintergrund finden Aktionen zwischen der Schule und den örtlichen Flüchtlingen statt sowie Projekte für den Frieden.

## Geschichte
Auf Betreiben interessierter Eltern wurde am 1. Mai 1878 eine private höhere Töchterschule mit 32 Schülerinnen eröffnet – der Geburtstag des heutigen Bertha-von-Suttner-Gymnasiums. Einzige Lehrerin war Anna Dassio, der Klassenraum war in einem Haus der Friedrich Weissheimer Malzfabrik (heute Merowingerplatz). Die Schule war von Beginn an für Mädchen aller Religionen geöffnet.
1895 zog sie in die „Graue Schule“ in der Hochstraße (heute Parkplatz am Runden Turm) um. Schulleiterin war von 1894 bis 1913 Anna Holtz.
1901 wurde die jetzt zweiklassige Schule von einer privaten zur städtischen Schule. 1913 übernahm Maria Wendland die Schulleitung (bis 1945). Bis 1919 wurde die Schule (ca. 275 Schülerinnen) zu einem zehnklassigen Lyzeum ausgebaut. Ende 1914 zog sie in das Alumnat um (Platz der heutigen Martins-Schule in der Frankenstraße). 1942 zum Oberlyzeum ausgebaut, fand am 4. Februar 1944 die erste Abiturprüfung statt.
Ab September 1944 war die Schule geschlossen; das Schulgebäude wurde am 27. Dezember 1944 durch Bomben zerstört. Vom 1. Oktober 1945 bis 1953 fand der Unterricht des „Städtischen Oberlyzeums für Mädchen“ im wechselnden Schichtunterricht mit dem Stiftsgymnasium in Räumen der Volksschule St. Thomas an der Breiten Straße statt. Schulleiterin war von 1945 bis 1948 Anna Lentz. 1948 wurde Maria Emonts ihre Nachfolgerin. 1951/52 wurde die erste Schülervertretung gebildet.
Im Oktober 1953 bezog die Schule das wieder neu errichtete Schulgebäude in der Mühlenstraße (heute Frankenstraße). 1960 wurde das städtische Mädchengymnasium staatlich.
1964 wurde Katharina Bruch Schulleiterin (bis 1977). Im August 1966 zog das Mädchengymnasium in den Neubau in der Salentinstraße um. Im August 1970 erhielt die Schule den Namen „Bertha-von-Suttner-Gymnasium“. In ihrer Begründung der Namenswahl schrieb die Schulleiterin: „(…) Das Anliegen der Bertha von Suttner ist auch heute akut und wird es immer bleiben; einen Beitrag zum Frieden zu leisten, ist eine permanente Aufgabe der Menschen. (…)“
Seit 1970 (offiziell seit 1971) ist das Bertha-von-Suttner-Gymnasium koedukativ.
1978 wurde Ferdinand Caspar Schulleiter (bis 1995). Seit 1979 war die Wahl von Französisch als erste Fremdsprache möglich, ab 1989 wurden der bilinguale deutsch-französische Zweig aufgebaut. Von 1987 bis 1989 war eine Generalsanierung des Gebäudes.
Schulleiterin von 1995 bis 2011 war Marion Stähle. Seit 2002 kann das AbiBac erlangt werden. Im Jahr 2003 feierte das Bertha-von-Suttner-Gymnasium sein 125-jähriges Bestehen. Von 2012 bis 2023 war Ulrich Hotz Schulleiter. Seit Beginn des Schuljahres 2023/24 ist Anna Katharina Kaever Schulleiterin.

## Besonderheiten der Schule

### Sprachangebot
Das Bertha-von-Suttner-Gymnasium ist neusprachlich ausgerichtet und bietet die Sprachen Englisch, Französisch und Latein an.
Das Besondere dabei ist die Ausprägung des Französischunterrichts, da man schon in der fünften Klasse mit Französisch als erster Fremdsprache beginnen kann und Englisch dann für diese Schüler in der fünften Klasse nur als Nebenfach unterrichtet wird. In der Orientierungsstufe haben diese Schüler zusätzlich zwei Wochenstunden Französisch-Zusatzunterricht, der ihnen über das Übliche hinausgehende Kenntnisse der französischen Kultur vermitteln soll. In der siebten Klasse können diese Schüler, nach einer Empfehlung des Lehrers, mit dem bilingualen Unterricht beginnen. In diesem Unterricht lernen sie Erdkunde und Geschichte je eine Wochenstunde auf Deutsch und zwei Wochenstunden auf Französisch (Géo und Histoire). Dazu haben sie ein französisches Schulbuch. Die Schüler des bilingualen Zweigs können in der zehnten Klasse entscheiden, ob sie auch in der Oberstufe diesen Unterricht fortsetzen und so ihre Abiturprüfungen in Deutsch und zusätzlich vor einem französischen Prüfer ihre Baccalauréatprüfung ablegen wollen. Dadurch können die Schüler den deutsch-französischen Doppelabschluss AbiBac erwerben.
Die Wahlmöglichkeit für die Fächer ist wie folgt:
| Sprache                   | Englisch                              | Französisch         | Bilingualer Zweig                  | Latein          | Informatik       |
| Englisch Erstsprachler    | Klasse 5                              | Klasse 6, 9 oder 11 | -                                  | Klasse 6 oder 9 | Klasse 9         |
| Französisch Erstsprachler | Klasse 5 (Nebenfach, ab 6. Hauptfach) | Klasse 5            | Klasse 7 (nach Lehrerentscheidung) | Klasse 9        | Klasse 9 oder 11 |

### Schüleraustausch
Mit folgenden Schulen bestehen Austauschprogramme:
| Frankreich  | Collège du Hugstein in Buhl, Frankreich            |
| Frankreich  | Collège Jules Ferry in Chambéry, Frankreich        |
| Frankreich  | Collège et Lycée Chaptal in Paris, Frankreich      |
| Belgien     | Moretus-Schule in Ekeren, Belgien                  |
| Kanada      | A. A. Leach Junior High School in Winnipeg, Kanada |
| Niederlande | Englischschule in Haarlemmermeer, Niederlande      |

### Arbeitsgemeinschaften
Am Bertha-von-Suttner-Gymnasium gibt es eine große Anzahl an freiwilligen Arbeitsgemeinschaften für Schüler der Halbtagsschule und der Ganztagsschule:
- Vertrauensschüler für die Orientierungsstufe
- Debattier-AG
- Medienscouts
- Schulsanitätsdienst
- Unterstufenchor
- Schulchor für die Mittel- und Oberstufe
- Juniororchester
- Sportgemeinschaften für Jugend trainiert für Olympia
- Italienisch
- Niederländisch
- Schulband

Für Schüler der Ganztagsschule werden außerdem separate AGs angeboten.

### Schule ohne Rassismus – Schule mit Courage
Seit 2015 beteiligt sich das Bertha-von-Suttner-Gymnasium am Projekt Schule ohne Rassismus – Schule mit Courage. An der Schule sind zurzeit Schüler mit 55 unterschiedlichen Herkünften und Nationalitäten vertreten. Die Schulpatin für das Projekt ist die frühere Schülerin und deutsche Tischtennisspielerin Kristin Silbereisen.

## Bekannte ehemalige Schüler
- Mechthild Heil (* 1961), Architektin und CDU-Politikerin, seit 2009 Mitglied des Deutschen Bundestages
- Annette Lehnigk-Emden (* 1961), politische Beamtin
- Jörg Remy (* 1964), Gitarrist, Komponist, Sounddesigner
- David Wagner (* 1971), Schriftsteller
- Jasna Mittler (* 1975), Schriftstellerin
- Andreas Nüchter (* 1976), Informatiker, Professor für Robotik
- Marcel Hürter (* 1980), SPD-Politiker, 2011–2016 Mitglied des Landtages Rheinland-Pfalz
- Kristin Lang (* 1985), Tischtennisspielerin, Olympiateilnehmerin 2012, Europameisterin im Doppel 2016
- Marc Frings (* 1981), Generalsekretär des Zentralkomitees der deutschen Katholiken (ZdK)
- Daniel Weinand (* 1980), (Mit-)Gründer von Shopify